# Ковалевко (Млавський повіт)
Ковалевко (пол. Kowalewko) — село в Польщі, у гміні Стшеґово Млавського повіту Мазовецького воєводства.
Населення — 376 осіб (2011).
У 1975-1998 роках село належало до Цехановського воєводства.

## Демографія
Демографічна структура станом на 31 березня 2011 року:
|          | Загалом | Допрацездатний вік | Працездатний вік | Постпрацездатний вік |
| -------- | ------- | ------------------ | ---------------- | -------------------- |
| Чоловіки | 182     | 46                 | 115              | 21                   |
| Жінки    | 194     | 46                 | 110              | 38                   |
| Разом    | 376     | 92                 | 225              | 59                   |